# Фторид сурьмы(III)
Фторид сурьмы(III) — бинарное неорганическое соединение сурьмы и фтора с формулой SbF3, бесцветные кристаллы, очень хорошо растворимые в холодной воде.

## Получение
- Действием концентрированной плавиковой кислоты на триоксид сурьмы:

{\displaystyle {\mathsf {Sb_{2}O_{3}+6HF}}} (конц.) {\displaystyle {\mathsf {\ \xrightarrow {} \ 2SbF_{3}+3H_{2}O}}}
- Разложение пентафторида сурьмы:

{\displaystyle {\mathsf {SbF_{5}\ {\xrightarrow {400^{o}C}}\ SbF_{3}+F_{2}}}}
- Перегонка смеси металлической сурьмы и фторида ртути:

{\displaystyle {\mathsf {2Sb+3HgF_{2}\ {\xrightarrow {T}}\ 2SbF_{3}+3Hg}}}

## Физические свойства
Фторид сурьмы(III) образует бесцветные кристаллы ромбической сингонии, пространственная группа A ma2, параметры ячейки a = 0,725 нм, b = 0,749 нм, c = 0,495 нм, Z = 4.
Очень хорошо растворяется в холодной воде (в горячей гидролизуется).
Растворяется в метаноле, ацетоне, бензоле, диоксане, хлорбензоле, гептане.
С аммиаком образует аддукты вида SbF3•n NH3, где n = 2, 3, 4 и 6.
Медленно разъедает стекло.

## Химические свойства
- Реагирует с горячей водой:

{\displaystyle {\mathsf {SbF_{3}+H_{2}O\ {\xrightarrow {100^{o}C}}\ SbOF\downarrow +2HF}}}
- Окисляется концентрированной азотной кислотой:

{\displaystyle {\mathsf {2SbF_{3}+4HNO_{3}\ {\xrightarrow {}}\ Sb_{2}O_{5}\downarrow +6HF+4NO_{2}}}}
- Реагирует с щелочами:

{\displaystyle {\mathsf {SbF_{3}+4NaOH\ {\xrightarrow {}}\ Na[Sb(OH)_{4}]+3NaF}}}
- Фтором окисляется до пентафторида сурьмы:

{\displaystyle {\mathsf {SbF_{3}+F_{2}\ {\xrightarrow {320-350^{o}C}}\ SbF_{5}}}}
- Реагирует с сероводородом в кислой среде:

{\displaystyle {\mathsf {2SbF_{3}+3H_{2}S\ {\xrightarrow {HF}}\ Sb_{2}S_{3}\downarrow +6HF}}}
- С фторидами щелочных металлов образует комплексные соли:

{\displaystyle {\mathsf {SbF_{3}\ {\xrightarrow {KF}}\ K[SbF_{4}],K_{4}[Sb_{4}F_{16}],K_{2}[SbF_{5}],K[Sb_{4}F_{13}]}}}

## Применение
- Фторирующий агент в органическом синтезе.
- Протрава при крашении тканей